# Leonard Eugene Dickson
Leonard Eugene Dickson (Independence, 22 gennaio 1874 – Harlingen, 17 gennaio 1954) è stato un matematico statunitense, conosciuto per i contributi in algebra astratta, in particolare per lo studio dei campi finiti e dei gruppi classici. Per questo ha ricevuto il premio Cole nel 1928.